# Jiminy Cricket
Pour les articles homonymes, voir Cricket (homonymie).
Jiminy Cricket est un personnage de fiction qui apparaît pour la première fois en 1881 sous la plume de Carlo Collodi, auteur des Aventures de Pinocchio, comme « grillon parlant » (Grillo Parlante) écrasé par Pinocchio dans le roman.
Il apparaît également dans le dessin animé de Walt Disney Pinocchio, sorti en 1940. C'est un grillon portant un costume et représentant la bonne conscience de Pinocchio. Il est aussi un compagnon comique et plein de sagesse qui accompagne Pinocchio dans ses aventures.

## DansPinocchio
Le nom du personnage a été choisi par Walt Disney mais était, d'après l'Oxford English Dictionary, en usage depuis 1848 sous la forme d'une exclamation remplaçant « Jésus-Christ » pour éviter le blasphème,. Elle est utilisée par exemple par les nains arrivant à leur chalet dans le film Blanche-Neige et les Sept Nains (1937). Cette expression provient elle-même probablement d'une déformation de Geminy Christmas (ou Jeminy), attesté depuis au moins 1664 par euphémisation de Jesu domini,.

### Création
Le personnage a été dessiné par Ward Kimball. Très déçu que la plus grande partie du travail qu'il avait effectué pour Blanche-Neige et les Sept Nains ait été coupée au montage, il était sur le point de quitter le studio Disney lorsque Disney réussit à le persuader de rester en lui confiant l'occasion de créer Jiminy.

### Doublage
En version originale, la voix de Jiminy Cricket était à l'origine celle de Cliff Edwards, qui a doublé le personnage pour Disney jusqu'aux années 1960. La plus célèbre chanson de Jiminy, interprétée par Edwards, est « When You Wish Upon a Star » (« Quand on prie la bonne étoile »). Après la mort d'Edwards, Eddie Carroll l'a remplacé en tant que « voix » de Jiminy.
Dans la première version française, c'était Camille Guérini qui incarnait le personnage (au moins pour les dialogues) et on peut également noter la voix de Jacques Bodoin pour le premier doublage de Coquin de printemps.
Dans la seconde version française du film, c'est Roger Carel qui lui prête sa voix. Ce doublage, réalisé en 1975 alors que le personnage était appelé « Jiminy Grillon », a été légèrement modifié en 1995 pour redonner à celui-ci son nom originel. Roger Carel incarna le personnage dans le second doublage de Coquin de Printemps ainsi que dans toutes ses autres apparitions.
Dans la seconde version française de Quand on prie la bonne étoile, la voix est d'Olivier Constantin. Mais dans la version Blu-Ray, les chœurs des chansons demeurent en anglais et c’est un autre acteur qui interprète la chanson.

## AprèsPinocchio
Après Pinocchio, Jiminy est apparu dans le film de Walt Disney Coquin de printemps. Le personnage de Jiminy Cricket est utilisé de manière similaire à son apparition dans le prologue de Pinocchio comme  « un être moderne et décomplexé face aux objets de l'ancien monde qui l'entourent » et interpellant le public mais ici avec un trait plus épais pour le dessin de son visage. Jiminy agrémente le film de ses commentaires et dans la scène finale il interrompt Edgar Bergen à plusieurs reprises.
Parmi les nombreux insignes militaires créés par le studio Disney durant la Seconde guerre mondiale pour les troupes américaines, Jiminy  Cricket a servi d'emblème pour une unité d'aumôniers, mais il reste loin derrière le personnage de Donald Duck présent sur plus de 400 insignes.
Il est également l'invité de plusieurs émissions spéciales de Disney et a eu plusieurs séries de courts métrages d'animation éducatifs dont I'm No Fool, dans lesquels il apprend aux spectateurs la prudence et la sécurité dans diverses situations et You.
Jiminy a été réutilisé en 1983 dans Le Noël de Mickey, une adaptation du conte de Charles Dickens Un chant de Noël, dans laquelle il joue le rôle du Fantôme de Noël passé.
Il apparaît également dans quelques épisodes de la série Tous en boîte. Jiminy est celui qui joue le rôle de scribe pour Sora dans la série de jeux vidéo Kingdom Hearts.
Le personnage de Jiminy Cricket apparaît également dans la série Once Upon a Time. Il y est décrit comme un être humain qui devint criquet pour aider un petit garçon, dont les parents avaient perdu la vie par sa faute, mais également pour se libérer de ce qu'il est. Son vœu fut exaucé par une fée. Il retrouvera puis aidera ce petit garçon qui s’avéra être le fameux Geppetto.
En 2000, il est un personnage jouable du jeu vidéo Walt Disney World Quest: Magical Racing Tour aux côtés de Tic et Tac.

## Filmographie
- 1940 : Pinocchio
 (VO : Cliff Edwards, 
VF : Camille Guérini (1er doublage), 
Roger Carel (2nd doublage), 
Olivier Constantin (2nd doublage, chant Quand on prie la bonne étoile))
- 1947 : Coquin de printemps 
(VO : Cliff Edwards, 
 VF : Camille Guérini (1er doublage), 
Jacques Bodoin (1er doublage, voix chantée), 
Roger Carel (2nd doublage))
- 1955 : You and Your Five Senses (Cliff Edwards)
- 1955 : I'm No Fool with a Bicycle (Cliff Edwards)
- 1955 : You and Your Sense of Touch (Cliff Edwards)
- 1955 : You the Human Animal (Cliff Edwards)
- 1955 : You and Your Food (Cliff Edwards)
- 1955 : You and Your Senses of Smell and Taste (Cliff Edwards)
- 1955 : I'm No Fool with Fire (Cliff Edwards)
- 1955 : The Mickey Mouse Club télévision, épisode 1-4, (Cliff Edwards)
- 1956 : I'm No Fool Having Fun (Cliff Edwards)
- 1956 : You and Your Ears (Cliff Edwards)
- 1956 : I'm No Fool in Water (Cliff Edwards)
- 1956 : I'm No Fool as a Pedestrian (Cliff Edwards)
- 1970 : I'm No Fool with Electricity (Cliff Edwards)
- 1983 : Le Noël de Mickey (VO : Eddie Carroll, VF : Roger Carel)
- 1986 : Le Noël de Jiminy Cricket (Jiminy Cricket's Christmas) télé (VO : Eddie Carroll, 
VF : Roger Carel,
 Jean Lumière (chant Quand on prie la bonne étoile))
- 1986 : DTV Valentine télé (Eddie Carroll)
- 1987 : Funny, You Don't Look 200: A Constitutional Vaudeville télé (Eddie Carroll)
- 1987 : Disney Sing-Along-Songs: The Bare Necessities (Eddie Carroll)
- 1988 : Disney Sing-Along-Songs: Very Merry Christmas Songs (Eddie Carroll)
- 2001 : Mickey, la magie de Noël (Mickey's Magical Christmas: Snowed in at the House of Mouse) (VO : Eddie Carroll, VF : Roger Carel)
- 2002 : Tous en boîte série télévisée, 31 épisodes
- 2011 : Once Upon a Time série télévisée, quelques épisodes
- 2021 : Le Monde Merveilleux de Mickey (The Wonderful World of Mickey Mouse) série télévisée, saison 1 épisode 18 (VO : Joe Ochman, VF : Jean-Claude Donda)
- 2022 : Pinocchio de Robert Zemeckis